# Sudamericano de Rugby A 2020
El Sudamericano de Rugby A de 2020, llamado oficialmente como Cuatro Naciones Sudamericano fue la cuadragésimo segunda edición del torneo.
El torneo se disputó íntegramente en el Estadio Charrúa de Montevideo entre el 17 y 25 de octubre.
Luego de siete años el torneo se volvió a disputar en una sede única, la última vez fue en 2013 en el torneo que tuvo como sede Uruguay, esto se debió principalmente a la Pandemia de COVID-19 que ha impedido los viajes internacionales y debido al buen desempeño en controlar la pandemia por parte del gobierno de Uruguay se eligió al país oriental como sede del torneo, quienes implementaron una burbuja sanitaria la cual ha dado buenos resultados en otros deportes .

## Equipos participantes
- Argentina XV
- Brasil XV
- Chile XV
- Uruguay XV

## Posiciones
| Pos. | Equipo       | Encuentros | Encuentros | Encuentros | Encuentros | Tantos  | Tantos    | Tantos     | Puntos |
| Pos. | Equipo       | jugados    | ganados    | empatados  | perdidos   | a favor | en contra | diferencia | Puntos |
| ---- | ------------ | ---------- | ---------- | ---------- | ---------- | ------- | --------- | ---------- | ------ |
| 1    | Argentina XV | 3          | 3          | 0          | 0          | 118     | 58        | + 60       | 14     |
| 2    | Chile XV     | 3          | 2          | 0          | 1          | 72      | 59        | + 13       | 9      |
| 3    | Uruguay XV   | 3          | 1          | 0          | 2          | 65      | 92        | - 27       | 5      |
| 4    | Brasil XV    | 3          | 0          | 0          | 3          | 45      | 91        | - 46       | 0      |

Nota: Se otorgan 4 puntos al equipo que gane un partido, 2 al que empate y 0 al que pierda
Puntos Bonus: 1 punto por marcar 3 tries o más de diferencia que el rival (BO) y 1 al equipo que pierda por no más de 7 tantos de diferencia (BD).

## Resultados

### Primera fecha
| 17 de octubre, 16:00 | Argentina XV | 25 - 24 BD | Chile XV | Estadio Charrúa, Montevideo |  |

| 17 de octubre, 18:45 | Uruguay XV | 25 - 17 | Brasil XV | Estadio Charrúa, Montevideo |  |

### Segunda fecha
| 21 de octubre, 17:00 | Argentina XV | BO 40 - 15 | Brasil XV | Estadio Charrúa, Montevideo |  |

| 21 de octubre, 19:45 | Uruguay XV | BD 21 - 22 | Chile XV | Estadio Charrúa, Montevideo |  |

### Tercera fecha
| 25 de octubre, 14:00 | Chile XV | 26 - 13 | Brasil XV | Estadio Charrúa, Montevideo |  |

| 25 de octubre, 16:45 | Uruguay XV | 19 - 53 BO | Argentina XV | Estadio Charrúa, Montevideo |  |

| Bandera de Argentina   |
| Campeón Argentina      |
| Trigésimo sexto título |